# Sexting

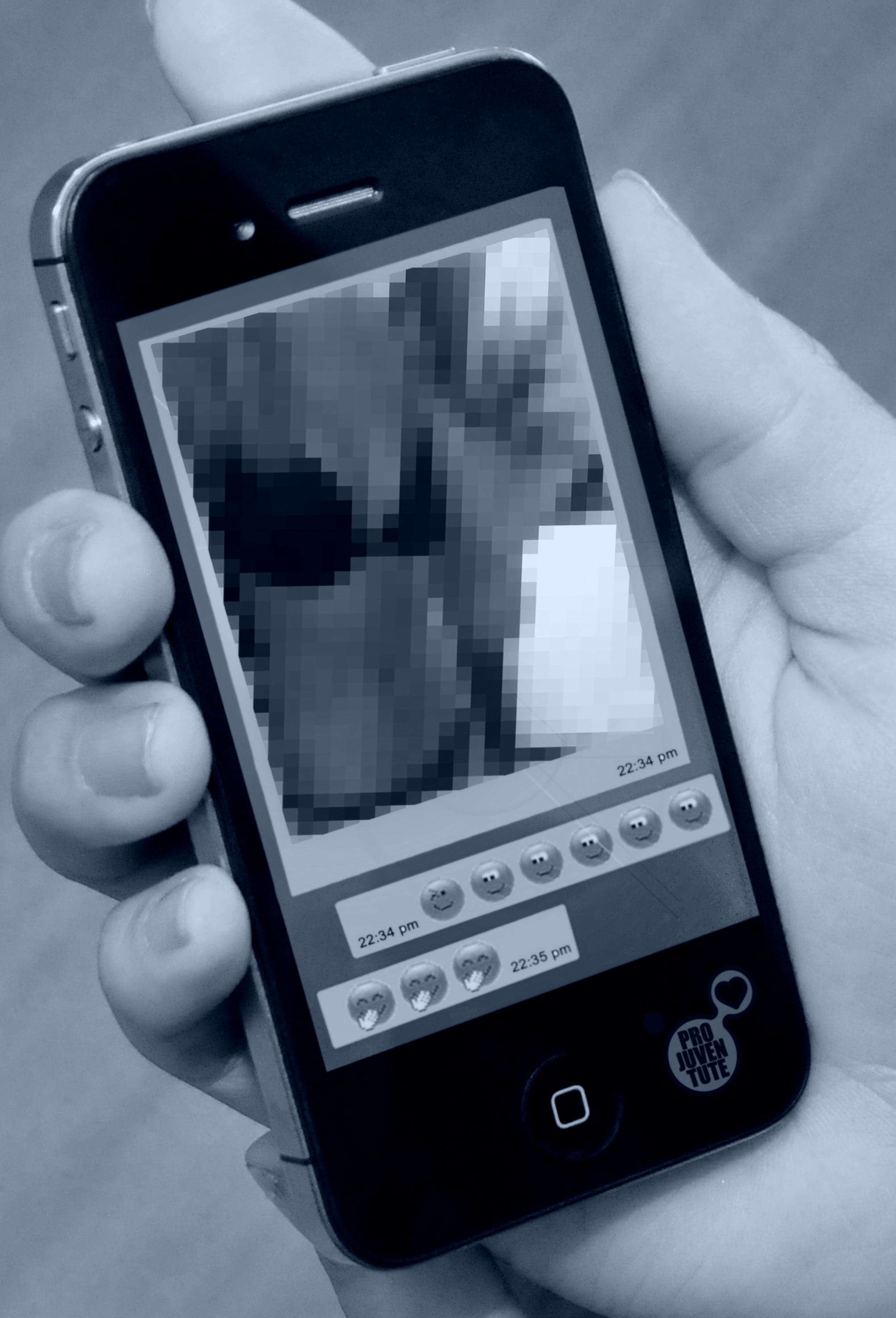
Conversation par messages sur téléphone portable avec l'envoi d'images à caractère sexuel (photo issue d'une campagne de prévention).

Le sexting ou sextage (aussi appelé textopornographie) est l'acte d'envoyer électroniquement des textes ou des photographies sexuellement explicites, en français des « sextos », principalement d'un téléphone mobile à un autre. Le terme est apparu en 2005 en Australie dans un article du journal The Daily Telegraph (édition magazine du dimanche).
Aux États-Unis en 2009, cette activité est pratiquée principalement par de jeunes adultes et des adolescents,.
En pays francophone, le message est appelé sexto par analogie au texto,.

## Historique

### Origine du mot
Sexting est un mot-valise anglais formé de sex (« sexe ») et de texting (« envoi de messages textuels via SMS »). Les photographies de soi dénudées envoyées à une personne sont appelées nudes.

### Définition
Les chercheurs américains Sameer Hinduja et Justin W. Patchin définissent ce phénomène comme « l'envoi ou la réception d'images sexuellement explicites ou sexuellement suggestives par l’intermédiaire d'un téléphone portable ». Dans la mesure où ces images peuvent ensuite être distribuées, comme tout autre type de contenu, et partagées par le biais des réseaux sociaux, des messageries instantanées ou par l'envoi de courriers électroniques, le sexting peut conduire à une forme de cyberharcèlement, dont le revenge porn est un cas particulier typique.
La chercheuse et criminologue suisse Yara Barrense-Dias retient en 2019 une définition plus resserrée du sexting, qui est « un échange électronique de contenus à caractère sexuel (image, texte, audio, etc.) entre deux personnes consentantes ».

### Fréquence
Yara Barrense-Dias indique que dans une étude menée auprès de 5 000 jeunes adultes entre 2016 et 2019 en Europe, la moitié avait déjà envoyé un contenu à caractère sexuel. Elle estime que « si les gens recourent autant à la photo dans le sexting, c’est qu’elle permet la mise en scène, de se mettre en valeur vis-à-vis de l’autre personne. Bien souvent, cela relève plus du charme que de la pornographie ». En France, l'INSERM relève, dans son étude sur les pratiques sexuelles (2018-2023), une augmentation des échanges de sextos, consentis ou non.

## Conséquences possibles

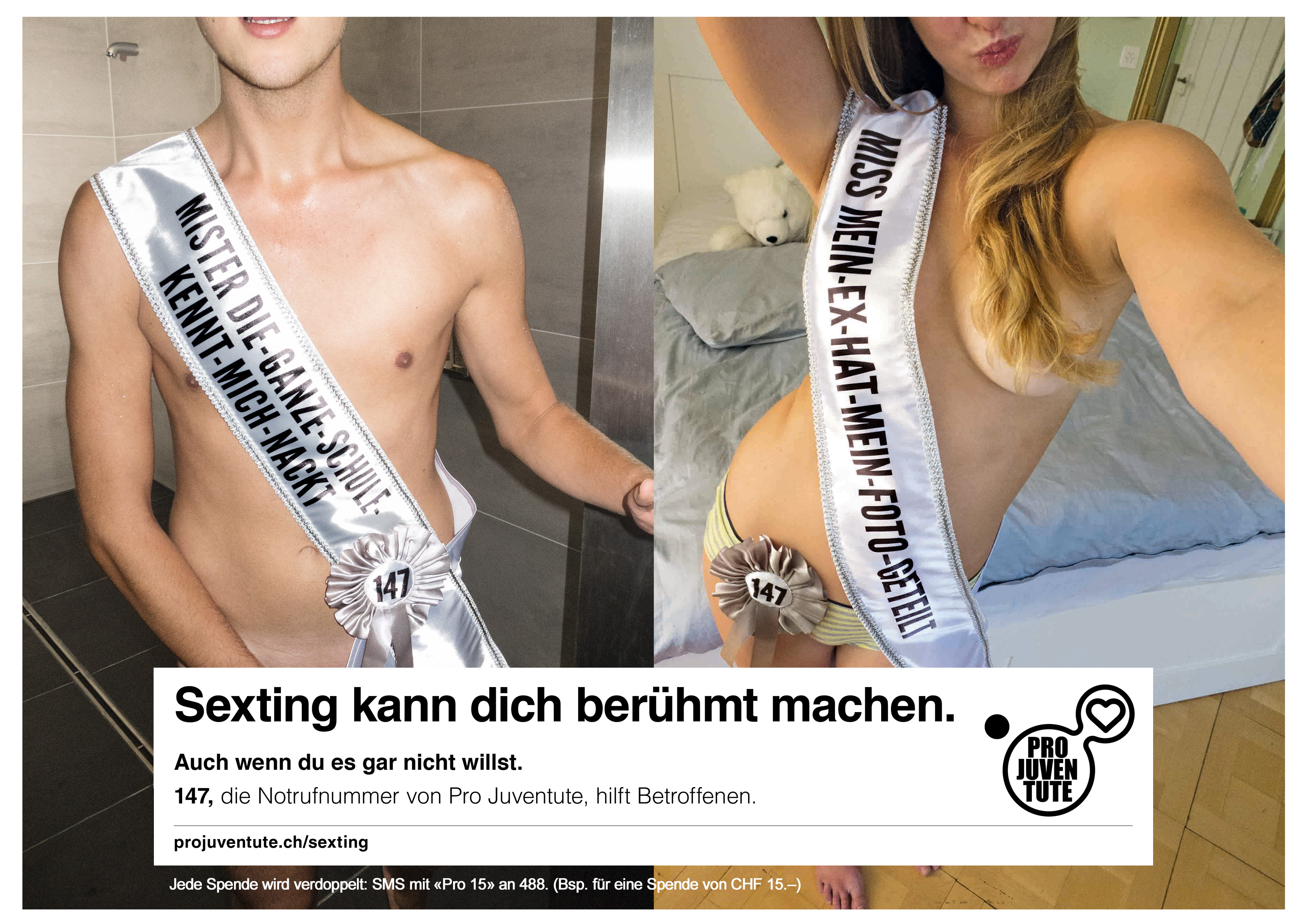
Campagne de prévention de Pro Juventute contre les conséquences du sexting en Suisse.

Dans les cas révélés de harcèlement lié au sexting, un schéma semble se répéter : la trahison semble être à la source de la diffusion sans consentement des images ou de vidéos à caractère sexuel. « Une personne à qui l'adolescent avait confié quelque chose de très intime trahit soudain cette confiance en exposant de façon publique ce qui aurait dû rester privé », écrivent Jean-Pierre Bellon et Bertrand Gardette (2013). Cette personne qui cherche à nuire à la réputation de la victime, rend alors public des éléments intimes ou privés la concernant en les diffusant à un grand nombre de personnes qui vont jouer le rôle de relais à la transmission de ces images/vidéos faisant prendre de l'ampleur au phénomène. Enfin les pairs vont s’ériger comme gardien des bonnes mœurs et se retourner avec violence contre la victime. Celle-ci développe alors un sentiment d'exclusion et de honte mais aussi de culpabilité car elle est le plus souvent à la base du premier envoi de ces éléments à caractère sexuel. Ce phénomène est appelé revenge porn ou pornodivulgation.

### Aux États-Unis
- Des personnes âgées de 16 ans et de 17 ans ont été arrêtées et accusées de possession de matériel pédopornographique en janvier 2009 à la suite de la diffusion de photographies de nus entre eux[11].
- Une jeune femme de dix-huit ans, Jessica Logan, s'est suicidée (par pendaison) après que des images d'elle, dénudée, furent diffusées dans son lycée par son petit ami, ce qui avait entraîné du harcèlement envers elle par les autres élèves[12].

### En France
Benjamin Griveaux, candidat à la Mairie de Paris aux élections municipales de 2020, a abandonné sa candidature à la suite de la diffusion sur les réseaux sociaux par l'activiste russe Piotr Pavlenski d'une vidéo intime qu'il avait envoyée à une femme.